# Norwood, Illinois
Norwood là một làng thuộc quận Peoria, tiểu bang Illinois, Hoa Kỳ. Năm 2010, dân số của làng này là 478 người.

## Dân số
Dân số qua các năm:
- Năm 2000: 473 người.
- Năm 2010: 478 người.